# Мелецкий, Николай
Никола́й Меле́цкий (пол. Mikołaj Mielecki; 1540? — 11 мая 1585) —
староста хмельницкий и секретарь королевский (с 1557 года), королевский дворянин (с 1562 года), великий гетман коронный в латах (без формальной номинации), воевода подольский в латах с 1569 года, староста сандомирский, новокоржинский, гродецкий, хмельницкий и долинский, каштелян войницкий (1567).

## Биография
Представитель польского шляхетского рода Мелецких герба «Гриф». Единственный сын воеводы подольского и великого маршалка коронного Яна Мелецкого (ум. 1561) и Анны Колы.
В молодости совершил путешествие по странам Западной Европы, посетил Англию, Шотландию, Швейцарию и Италию. Длительное время провел при дворе германского императора Фердинанда Габсбурга, участвуя в некоторых его военных кампаниях. В 1557 году после своего возвращения на родину Николай Мелецкий был назначен старостой хмельницким и королевским секретарем. Участвовал в Ливонской войне с Русским государством. В 1562 году Николай Мелецкий стал дворянином польского короля и великого князя литовского Сигизмунда Августа. В 1564 году в чине ротмистра Николай Мелецкий под командованием Польского гетмана коронного Станислава Лесновольского участвовал в военных действиях против Русского государства, принял участие в неудачной осаде Полоцка. За свои военные заслуги в 1567 году получил должность каштеляна войницкого.
В 1569 году во время сейма в Люблине Николай Мелецкий поддержал проект польского короля Сигизмунда Августа по созданию Речи Посполитой. В том же самом 1569 г. Николай Мелецкий был назначен воеводой подольским. В 1571 году возглавлял польское посольство в Венгрию и Трансильванию. Николай Мелецкий присутствовал при избрании на трансильванский престол Стефана Батория. После возвращения на родину получил чин старосты гродецкого. В 1572 году по приказу польского короля Сигизмунда Августа воевода подольский Николай Мелецкий возглавил военный поход против Молдавии. Однако из-за небольшого количества сил Николай Мелецкий не смог посадить на господарский трон польского ставленника Богдана. Николай Мелецкий с небольшим польским войском вынужден был отступить в Хотин, где мужественно отражал турецко-татарские атаки до прибытия великого гетмана коронного Ежи Язловецкого с подкреплением. Король передал в награду Николаю Мелецкому староста новокоржинское.
В 1572 году после смерти последнего из Ягеллонов — Сигизмунда Августа Николай Мелецкий вначале поддерживал кандидатуру шведского короля Юхана Вазы, затем поддержал избрание на польский престол французского принца Генриха Анжуйского. После бегства Генриха во Францию Николай Мелецкий перешел на сторону австрийского эрцгерцога Максимилиана Габсбурга. В 1575 г. Николай Мелецкий находился в Подолии, где отражал татарские набеги. Одержал победы над крымцами под Острополем и Сенявой. В 1576 году после избрания на польский трон трансильванского князя Стефана Батория Николай Мелецкий продолжал поддерживать кандидатуру австрийского эрцгерцога Максимилиана. Только в 1577 г. во время войны Стефана Батория против восставшего города Гданьска воевода подольский Николай Мелецкий прибыл нему в Грабин и принес присягу на верность. В 1578 г. на сейме в Варшаве Николай Мелецкий высказался за продолжение войны с Русским государством. 2 февраля 1579 года Николай Мелецкий был назначен Стефаном Баторием новым великим гетманом коронным и главнокомандующим польской армии в войне против Русского государства. Одним из его успехов является завоевание города и крепости Полоцка. Позже, из за разногласии с Стефаном Баторием и Яном Замойским, ушел со своего поста.

### Семья
С 1566 года Николай Мелецкий был женат на Эльжбете Радзивилл (1550—1591), дочери великого канцлера литовского Николая Радзивилла «Черного» (1515—1565) и Эльжбеты Шидловецкой (1533—1562). Дети:
- София Мелецкая (ум. 1619), жена князя Яна Семена Олельковича-Слуцкого (ум. 1592), а затем великого гетмана литовского Яна Кароля Ходкевича (1561—1621)
- Екатерина Мелецкая, стала женой воеводы познанского Яна Остророга (1547—1622).